# Fundulopanchax gularis
Fundulopanchax gularis es una especie de pez de agua dulce de la familia de los notobránquidos en el orden de los ciprinodontiformes.

## Morfología
Los machos pueden alcanzar los 9 cm de longitud total.

## Distribución geográfica
Se encuentran en África: Nigeria, Benín y Ghana.